# Pływanie na Letnich Igrzyskach Olimpijskich 1952 – 200 m stylem klasycznym kobiet
200 m stylem klasycznym kobiet – jedna z konkurencji pływackich rozgrywanych podczas XV Igrzysk Olimpijskich w Helsinkach. Eliminacje odbyły się 26 lipca, półfinały 27 lipca, a finał 29 lipca 1952 roku.
Mistrzynią olimpijską została Węgierka Éva Székely, która w finale poprawiła swój rekord olimpijski z półfinału, uzyskawszy czas 2:51,7. Székely płynęła dopuszczalnym wówczas w tej konkurencji stylem motylkowym. Srebro zdobyła również reprezentantka Węgier, Éva Novák, która płynęła żabką (2:54,4). W walce o trzecie miejsce zwyciężyła Brytyjka Elenor Gordon, która uzyskała taki sam czas jak Klára Killermann z Węgier (2:57,6). Sędziowie jednak zdecydowali o przyznaniu brązowego medalu zawodniczce z Wielkiej Brytanii.

## Rekordy
Przed zawodami rekord świata i rekord olimpijski wyglądały następująco:
| Rekord            | Zawodniczka   | Czas   | Miejsce        | Data                 |       |
| ----------------- | ------------- | ------ | -------------- | -------------------- | ----- |
| Rekord świata     | Éva Novák     | 2:48,5 | Székesfehérvár | 21 października 1950 |       |
| Rekord olimpijski | Nel van Vliet | 2:57,0 | Londyn         | 31 lipca 1948        | [ 1 ] |

W trakcie zawodów ustanowiono następujące rekordy:
| Data     | Etap konkurencji | Zawodniczka | Czas   | Rekord |
| -------- | ---------------- | ----------- | ------ | ------ |
| 26 lipca | eliminacje       | Éva Novák   | 2:54,0 | OR     |
| 27 lipca | półfinał 2       | Éva Székely | 2:54,0 | =      |
| 29 lipca | finał            | Éva Székely | 2:51,7 | OR     |

## Wyniki

### Eliminacje
Do półfinałów zakwalifikowało się 16 pływaczek z najlepszymi czasami.

#### Wyścig eliminacyjny 1
| Miejsce | Zawodniczka        | Państwo           | Czas   | Uwagi |
| ------- | ------------------ | ----------------- | ------ | ----- |
| 1.      | Éva Novák          | Węgry             | 2:54,0 | Q,    |
| 2.      | Ursula Happe       | Niemcy            | 3:02,7 | Q     |
| 3.      | Rika Bruins        | Holandia          | 3:04,7 | Q     |
| 4.      | Wiera Kostina      | ZSRR              | 3:07,3 |       |
| 5.      | Ilse Albert        | Austria           | 3:12,5 |       |
| 6.      | Gail Peters        | Stany Zjednoczone | 3:13,3 |       |
| 7.      | Margrit Knabenhans | Szwajcaria        | 3:17,4 |       |

#### Wyścig eliminacyjny 2
| Miejsce | Zawodniczka      | Państwo           | Czas      | Uwagi |
| ------- | ---------------- | ----------------- | --------- | ----- |
| 1.      | Lies Bonnier     | Holandia          | 3:00,6    | Q     |
| 2.      | Nancy Lyons      | Australia         | 3:04,4    | Q     |
| 3.      | Valerie Harris   | Wielka Brytania   | 3:04,6    | Q, WD |
| 4.      | Roza Zenziwejewa | ZSRR              | 3:10,5    |       |
| 5.      | Judy Cornell     | Stany Zjednoczone | 3:17,7    |       |
| 6.      | Irene Kwok       | Hongkong          | 3:19,2    |       |
| 7. !    | Aleksandra Mróz  | Polska            | 9:99,99 ! | DSQ   |

#### Wyścig eliminacyjny 3
| Miejsce | Zawodniczka          | Państwo         | Czas   | Uwagi |
| ------- | -------------------- | --------------- | ------ | ----- |
| 1.      | Elenor Gordon        | Wielka Brytania | 2:58,6 | Q     |
| 2.      | Klára Killermann     | Węgry           | 2:59,1 | Q     |
| 3.      | Kazuko Sakamoto      | Japonia         | 3:02,7 | Q     |
| 4.      | Odette Lusien        | Francja         | 3:06,7 |       |
| 5.      | Eileen Ward Petersen | Dania           | 3:09,3 |       |
| 6.      | Arati Saha           | Indie           | 3:40,8 |       |

#### Wyścig eliminacyjny 4
| Miejsce | Zawodniczka              | Państwo         | Czas   | Uwagi |
| ------- | ------------------------ | --------------- | ------ | ----- |
| 1.      | Éva Székely              | Węgry           | 2:55,1 | Q     |
| 2.      | Raymonde Vergauwen       | Belgia          | 3:02,8 | Q     |
| 3.      | Jean Wrigley             | Wielka Brytania | 3:04,5 | Q     |
| 4.      | Kaija Mäkelä             | Finlandia       | 3:04,7 | Q     |
| 5.      | Kirsten Hedegaard Jensen | Dania           | 3:07,5 |       |
| 6.      | Irene Strong             | Kanada          | 3:13,5 |       |
| 7.      | Dolly Nazir              | Indie           | 3:37,9 |       |

#### Wyścig eliminacyjny 5
| Miejsce | Zawodniczka       | Państwo           | Czas   | Uwagi |
| ------- | ----------------- | ----------------- | ------ | ----- |
| 1.      | Jytte Hansen      | Dania             | 2:57,7 | Q     |
| 2.      | Nel Garritsen     | Holandia          | 2:59,4 | Q     |
| 3.      | Ulla-Britt Eklund | Szwecja           | 3:01,2 | Q     |
| 4.      | Marija Hawrysz    | ZSRR              | 3:01,6 | Q     |
| 5.      | Masayo Aoki       | Japonia           | 3:05,6 |       |
| 6.      | Della Sehorn      | Stany Zjednoczone | 3:13,7 |       |
| 7.      | Liselotte Kobi    | Szwajcaria        | 3:22,0 |       |

### Półfinały

#### Półfinał 1
| Miejsce | Zawodniczka      | Państwo   | Czas   | Uwagi |
| ------- | ---------------- | --------- | ------ | ----- |
| 1.      | Éva Novák        | Węgry     | 2:55,8 | Q     |
| 2.      | Klára Killermann | Węgry     | 2:56,5 | Q     |
| 3.      | Marija Hawrysz   | ZSRR      | 2:58,6 | Q     |
| 4.      | Jytte Hansen     | Dania     | 2:59,5 | Q     |
| 5.      | Lies Bonnier     | Holandia  | 3:00,3 |       |
| 6.      | Rika Bruins      | Holandia  | 3:02,4 |       |
| 7.      | Kazuko Sakamoto  | Japonia   | 3:04,2 |       |
| 8.      | Nancy Lyons      | Australia | 3:05,6 |       |

#### Półfinał 2
| Miejsce | Zawodniczka        | Państwo         | Czas   | Uwagi |
| ------- | ------------------ | --------------- | ------ | ----- |
| 1.      | Éva Székely        | Węgry           | 2:54,0 | Q, =  |
| 2.      | Elenor Gordon      | Wielka Brytania | 2:57,8 | Q     |
| 3.      | Nel Garritsen      | Holandia        | 2:59,5 | Q     |
| 4.      | Ulla-Britt Eklund  | Szwecja         | 2:59,6 | Q     |
| 5.      | Raymonde Vergauwen | Belgia          | 3:02,6 |       |
| 6.      | Jean Wrigley       | Wielka Brytania | 3:03,2 |       |
| 7.      | Ursula Happe       | Niemcy          | 3:03,8 |       |
| 8.      | Kaija Mäkelä       | Finlandia       | 3:06,2 |       |

### Finał
| Miejsce | Zawodniczka       | Państwo         | Czas   | Uwagi |
| ------- | ----------------- | --------------- | ------ | ----- |
| 1. !    | Éva Székely       | Węgry           | 2:51,7 | OR    |
| 2. !    | Éva Novák         | Węgry           | 2:54,4 |       |
| 3. !    | Elenor Gordon     | Wielka Brytania | 2:57,6 |       |
| 4.      | Klára Killermann  | Węgry           | 2:57,6 |       |
| 5.      | Jytte Hansen      | Dania           | 2:57,8 |       |
| 6.      | Marija Hawrysz    | ZSRR            | 2:58,9 |       |
| 7.      | Ulla-Britt Eklund | Szwecja         | 3:01,8 |       |
| 8.      | Nel Garritsen     | Holandia        | 3:02,1 |       |